# Идальго, Фернандо
Фернандо Роберто Идальго Мальдонадо (исп. Fernando Roberto Hidalgo Maldonado 20 мая 1985, Латакунга, Эквадор) — эквадорский футболист, полузащитник клуба «Кумбая». Выступал за сборную Эквадора.

## Клубная карьера
Идальго — воспитанник клуба «Депортиво Кито». В 2006 году он дебютировал за клуб в эквадорской Примере. Отыграв два сезона Фернандо перешёл в «Барселону» из Гуаякиль. 15 сентября 2008 года в поединке против «Эмелека» Идальго забил свой первый гол за новую команду. В 2011 году Фернандо перешёл в ЛДУ Кито. 30 января в матче против «Ольмедо» он дебютировал за новую команду. В том же году Фернандо помог команде выйти в финал Южноамериканского кубка. 12 февраля 2012 года в поединке против «Ольмедо» Идальго забил свой первый гол за ЛДУ Кито. В 2015 году Фернандо помог клубу занять второе место в чемпионате. 11 марта 2016 года в матче Кубка Либертадорес против мексиканской «Толуки» он забил гол.
В начале 2018 года Идальго перешёл в «Аукас». 19 февраля в матче против «Дельфина» он дебютировал за новый клуб.

## Международная карьера
В 2007 году Идальго дебютировал за сборную Эквадора.

## Достижения
Командные
 ЛДУ Кито
- Финалист Южноамериканского кубка — 2011